# Robin Smith (Rennfahrer)

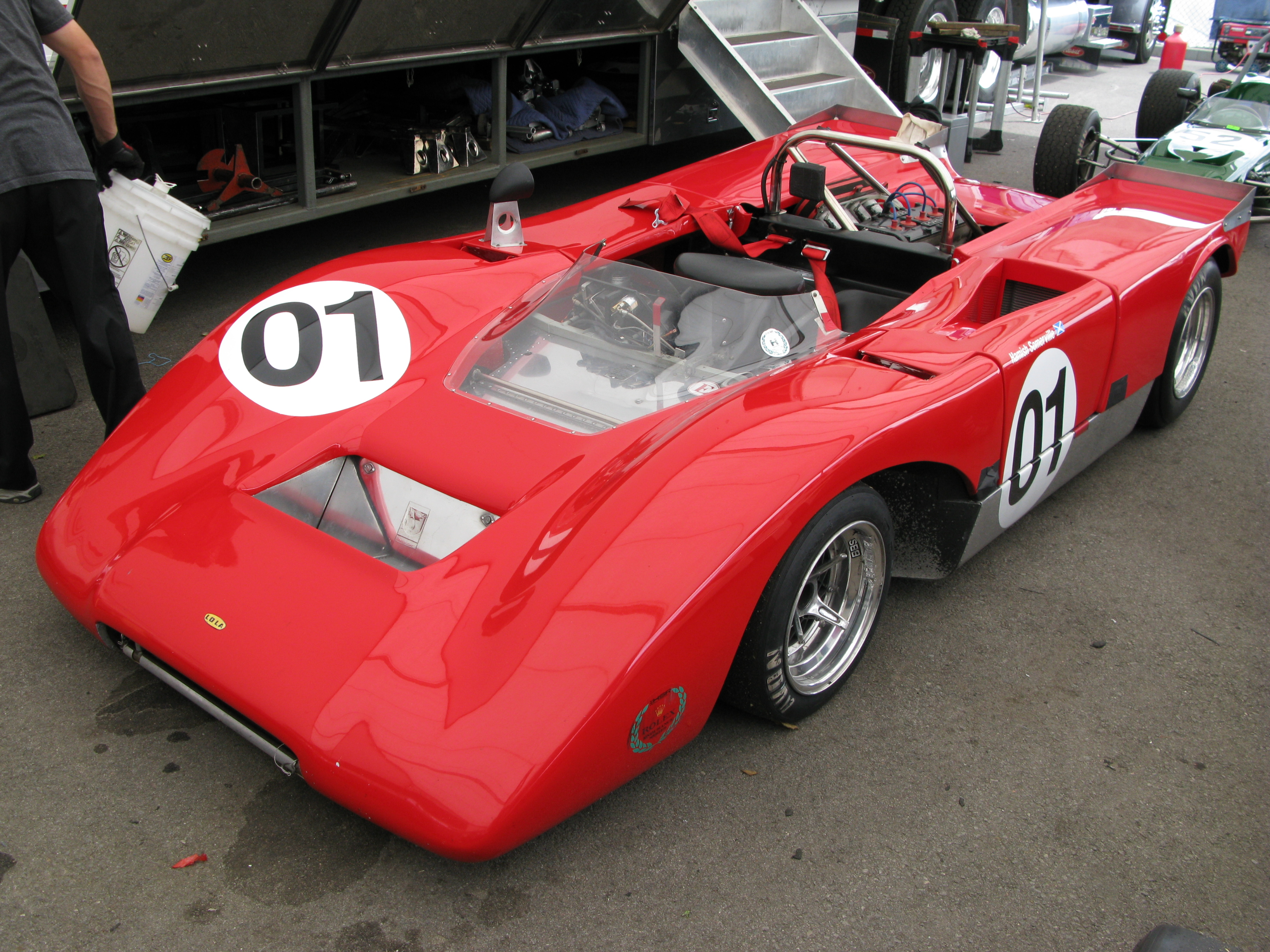
Auf einem Lola T212 bestritt Robin Smith 1973 sein erstes internationales Sportwagenrennen

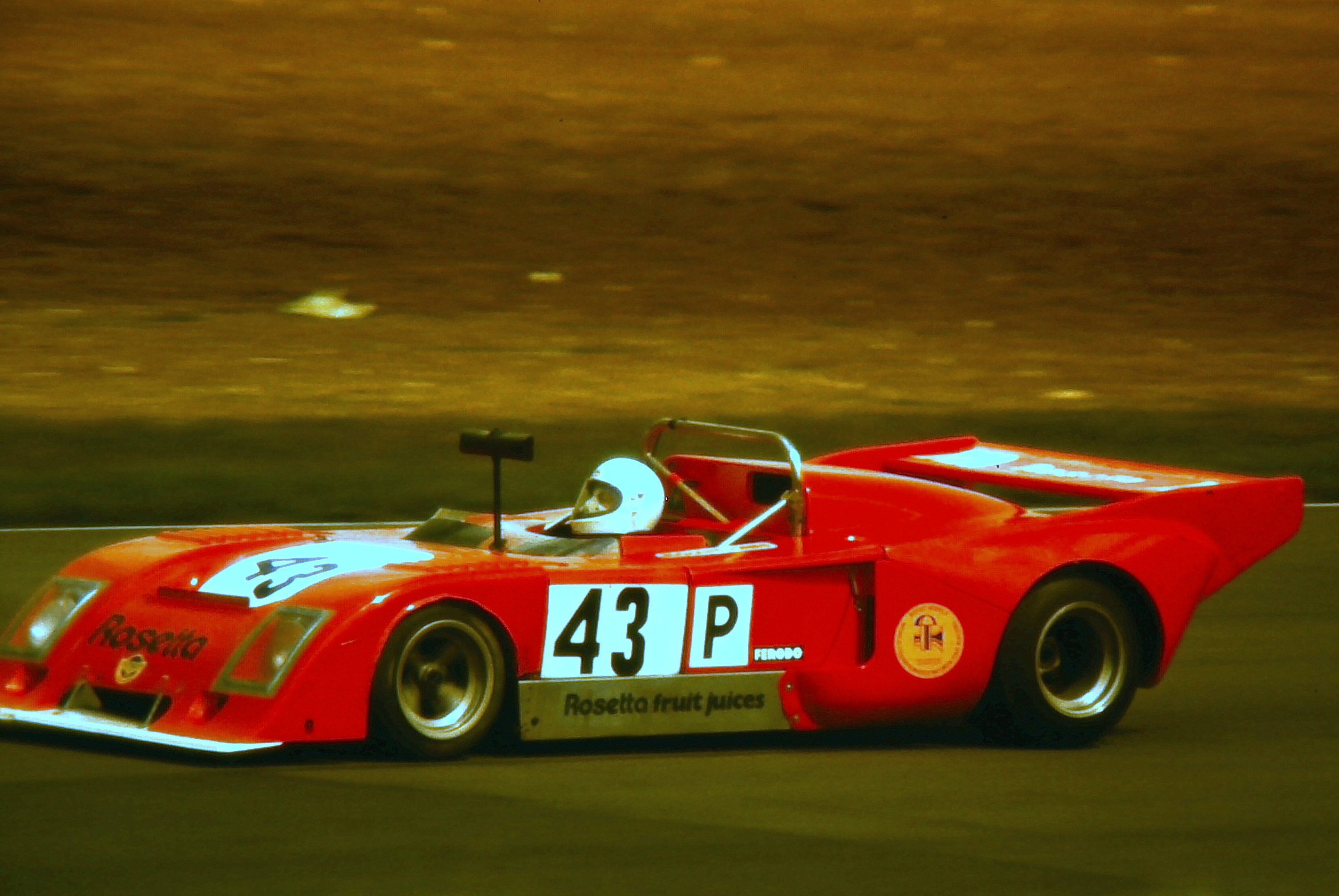
Der von Robin Smith beim 6-Stunden-Rennen von Silverstone 1979 gefahrene Chevron B36

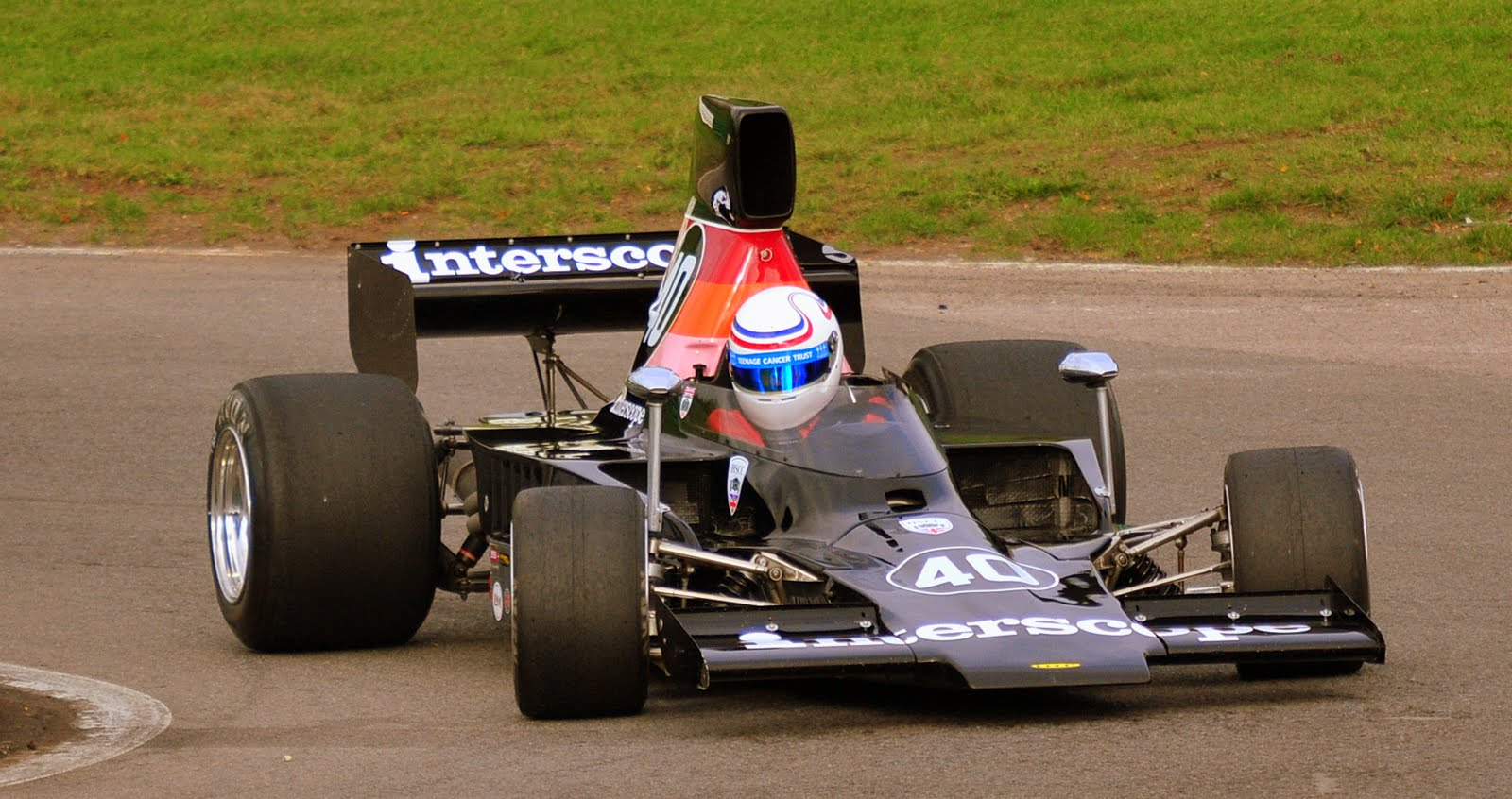
Lola T332, wie ihn Robin Smith in der Europäischen Formel-5000-Meisterschaft fuhr

Robin Simpson-Smith (* 17. Juli 1943 in Kilmarnock; † 9. Februar 2019) war ein britischer Autorennfahrer, Unternehmer und Rennstallbesitzer.

## Chevron Cars Scotland
Robin Simpson-Smith war langjähriger Miteigentümer von Chevron Racing Cars Scotland Ltd. Das Unternehmen war in den 1970er-Jahren eine Tochtergesellschaft von Chevron Cars. Nach dem Konkurs von Chevron 1980 und der Übernahme der Werkshallen in Bolton durch den deutschen Formel-2-Rennstall Maurer Motorsport führte Smith die schottische Gesellschaft weiter. Als der Betrieb durch Maurer 1983 endgültig eingestellt wurde, beendete auch Smith sein Engagement. Er verkaufte das Unternehmen an Roger Andreason, der Chevron 1984 unter der Bezeichnung Chevron Cars Limited wiederauferstehen ließ. Bei Chevron Racing Cars Scotland Ltd. wurden bis zum Verkauf Sport- und Formel-Atlantic-Rennwagen in kleiner Stückzahl gefertigt.

## Simpson Motorsport
1986 gründete Robin Simpson-Smith Simpson Motorsport, ein Unternehmen, das sich auf die Vorbereitung, Wartung und den Einsatz von Rennwagen spezialisierte. In den 2000er-Jahren lag der Fokus auf dem Aufbau von BMW-M3-Modellen für den britischen Tourenwagensport. 1993 kam Anthony Mott zum Unternehmen und stieg in die Geschäftsführung auf. Dritter Geschäftsführer wurde 2003 Smith’s Sohn Julian, der viele Jahre als Renningenieur im Motorsport gearbeitet hatte. Unter anderem für das Rennteam von Helmut Marko und Multimatic Motorsports. Simpson Motorsport war für mehrere Le-Mans-Einsätze verantwortlich und engagierte sich auch in der Sportwagen-Weltmeisterschaft.
Robin Simpson-Smith hatte mit Abschlüssen Automobil- und Maschinenbau an der Loughborough University in der gleichnamigen Stadt studiert. In den frühen 1960er-Jahren arbeitete er als Techniker beim Ford-Werksteam und beim Rennteam von Porsche Salzburg.

## Karriere als Rennfahrer
Obwohl er einen Doppelnamen hatte, trat Robin Simpson-Smith als Fahrer fast ausnahmslos als Robin Smith an. Erste Erfahrungen sammelte er Ende der 1960er-Jahre bei Clubrennen in Schottland. 1973 ging er bei seinem ersten internationalen Rennen an den Start. Beim 500-km-Rennen auf dem Nürburgring auf der Nordschleife des Nürburgrings erreichte er auf einem Lola T212 den zehnten Gesamtrang.
1974 begann er regelmäßig in der Sportwagen-Weltmeisterschaft und der Interserie an den Start zu gehen. In diesem Jahr fuhr er zum ersten Mal auf das Podium eines internationalen Rennens. Beim 2-Stunden-Rennen von Luanda auf dem Autódromo de Luanda, einem Wertungslauf der Angolanischen Sportwagenserie, kam er als Gesamtdritter ins Ziel. 1975 wurde er Dritter bei der Coppa Città di Enna (Sieger Mario Casoni im Porsche 908/4 Turbo) und 1976 Gesamtdritter der Interserie.
1977 gab er sein Debüt beim 24-Stunden-Rennen von Le Mans, wo er achtmal am Start war. Die beste Platzierung im Schlussklassement war der 17. Endrang 1979. Der Rang war gleichbedeutend mit dem Sieg in der Klasse für Sportwagen bis 2-Liter-Hubraum.
Smith konnte auf eine sehr lange Karriere als Sportwagenpilot zurückblicken. Zwischen 1967 und 2002 fuhr er 117 Rennen und feierte dabei 3 Gesamt- und 2 Klassensiege. Alle drei Rennsiege feierte er bei nationalen Meisterschaftsrennen im Vereinigten Königreich. Seinen letzten Einsatz hatte er beim 2,30-Stunden-Rennen von Spa-Francorchamps 2002, das er gemeinsam mit Richard Jones und Bernard de Dryver auf einem Riley & Scott Mk III als Gesamtdreizehnter beendete. Die Veranstaltung zählte zur FIA-GT-Meisterschaft 2002.
Auch im Monopostosport war er aktiv. Er hatte Rennstarts in der Europäischen Formel-5000-Meisterschaft und der Aurora-AFX-Formel-1-Serie, wo er 1980 14. der Meisterschaft wurde.
Er starb im Februar 2019.

## Statistik

### Le-Mans-Ergebnisse
| Jahr | Team                                | Fahrzeug       | Teamkollege      | Teamkollege        | Teamkollege     | Platzierung             | Ausfallgrund     |
| ---- | ----------------------------------- | -------------- | ---------------- | ------------------ | --------------- | ----------------------- | ---------------- |
| 1977 | Chandler Ibec International         | Chevron B31    | Tony Charnell    | John Hine          | Ian Bracey      | Ausfall                 | Benzinpumpe      |
| 1978 | Mogil Motors Ltd. with Kores Racing | Chevron B31    | Tony Charnell    | Richard Jones      | Fréderic Alliot | nicht klassiert         |                  |
| 1979 | Mogil Motors Ltd.                   | Chevron B36    | Tony Charnell    | Richard Jones      |                 | Rang 17 und Klassensieg |                  |
| 1985 | Bartlett Chevron Racing             | Chevron B62    | Max Cohen-Olivar | Richard Jones      |                 | Ausfall                 | Motorschaden     |
| 1987 | Team Lucky Strike Schanche          | Argo JM19 C2   | Will Hoy         | Martin Schanche    |                 | Ausfall                 | Unfall           |
| 1988 | Team Lucky Strike Schanche          | Argo JM19 C2   | Robin Donovan    | Martin Schanche    |                 | Rang 25                 |                  |
| 1989 | Porto Kaleo Team                    | Tiga GC288     | Vito Veninata    | Stefano Sebastiani |                 | Ausfall                 | Elektrik         |
| 1994 | Simpson Engineering                 | Ferrari 348 LM | Tetsuya Ota      | Stefano Sebastiani |                 | Ausfall                 | Kupplungsschaden |

### Sebring-Ergebnisse
| Jahr | Team          | Fahrzeug    | Teamkollege       | Teamkollege | Platzierung | Ausfallgrund |
| ---- | ------------- | ----------- | ----------------- | ----------- | ----------- | ------------ |
| 1996 | Team SCI      | Spice SE89C | Ranieri Randaccio | Sam Brown   | Ausfall     | Unfall       |
| 1997 | John Christie | X-250       | John Graham       |             | Ausfall     | Elektrik     |